# Arktiskt centrum vid Umeå universitet
Arktiskt centrum vid Umeå universitet är ett samverkanscentrum för arktisk tvärvetenskaplig forskning och utbildning som etablerades 2012 med stöd av Mistra-programmet Mistra Arctic Futures (2011–2013).
Arktiskt centrum samlar både nya och etablerade forskare med arktisk forskningsagenda. Det görs bland annat genom Arktiska forskarskolan för doktorander, och genom att skapa ett nätverk av och för anknutna forskare. Arktiskt centrum koordinerar dessa forskare, anordnar samverkande aktiviteter och verkar för ökat samarbete mellan forskare och samhälle.
Våren 2024 beslutades att Arktiskt centrum – i samarbete med Centrum för Arktis och Antarktis vid Luleå tekniska universitet, svenska Polarforskningssekretariatet och Arctic Five –  från 1 januari 2025 ska bli ny värd för samarbetsorganisationen European Polar Board, EPB, som hittills haft sitt säte i nederländska Haag. Umeå ska också bli säte för en ny organisation, European Polar Coordination Office, EPCO, dit beslutsfattare i Europa ska kunna vända sig när de har frågor som rör Arktis och polarforskning.
Bred definition av Arktisk forskning
I dagsläget (2023) är över 200 forskare vid Umeå universitet anknutna till Arktiskt centrum. Detta nätverk består av forskare från alla fakulteter och alla möjliga institutioner och ämnen. Man räknas som arktisk forskare om ens
- forskningsämne, forskningsfrågor, plats eller fältområde är i Arktis (Inom Sverige räknas därtill Norrbotten, Västerbotten och fjällkedjan),
- arbete påverkar Arktis eller de samhällen som lever där, direkt eller indirekt,
- data har samlats i Arktis eller rör arktiska spörsmål, eller om ens
- arbete har utförts i en forskningsgrupp som helt eller delvis handlar inom Arktis[6]

Föreståndare för Arktiskt centrum
- 2022–Nuvarande: Keith Larson
- 2021–2022: Niklas Ekiund
- 2012–2020: Peter Sköld

Mellan 2012 och december 2020 var historikern Peter Sköld föreståndare. Han efterträddes i januari 2021 av av statsvetaren Niklas Eklund.  I mars 2022 tog klimatforskaren Keith Larson över som föreståndare.

## Forskningsområden
Till Arktiskt centrums verksamhet hör så skilda områden som 
- landutnyttjande och naturresurser inom skogsbruk, jordbruk, gruvdrift och rennäring
- kultur och identitetsprocesser ur sociala, juridiska, politiska och demografiska perspektiv
- turism och regional utveckling i relation till klimatförändringar, hållbar utveckling och globalisering
- miljö- och klimatförändringars inverkan på nordliga ekosystem på land och i vatten
- organisk, bioorganisk och medicinsk kemi i syfte att utnyttja de minsta molekylerna som forskningsverktyg
- medicinsk forskning för att skapa en långsiktig förståelse för hälsoutvecklingen i norr

## Forskningsuppdrag
Åren 2014–2018 var Arktiskt centrum (då kallat Arcum) värd för forskningsprojektet Mistra Arctic Sustainable Development (MASD), som involverade ett 40-tal forskare från Umeå universitet, Kungliga Tekniska högskolan (KTH) och de två miljö- och fredsinstitutionerna SIPRI och SEI i Stockholm.